# Where Lovers Mourn
Albums de Draconian
Arcane Rain Fell
(2005)
Where Lovers Mourn est le premier album studio du groupe de metal gothique/doom metal suédois Draconian. L'album est sorti le 20 octobre 2003 sous le label Napalm Records.

## Musiciens
- Anders Jacobsson – chant
- Lisa Johansson – chant
- Johan Ericson – guitare
- Magnus Bergström – guitare
- Thomas Jäger – basse
- Anders Karlsson – claviers
- Jerry Torstensson – batterie
- Olof Götlin – violon

## Liste des morceaux
1. The Cry of Silence – 12:44
2. Silent Winter – 4:57
3. A Slumber Did My Spirit Seal – 4:09
4. The Solitude – 7:54
5. Reversio ad Secessum – 7:39
6. The Amaranth – 5:20
7. Akherousia – 2:32
8. It Grieves My Heart – 7:30